# Вадим Лазурски
Вадим Владимирович Лазурски (5 март 1909 – 4 юли 1994) е руски художник на книгата и шрифта. Освен илюстрации, работи също в областта на анимацията, художествено оформление на изложби, архитектурна и промишлена графика. Автор на оформление на над 300 литературни издания, с принос в развитието на шрифтовото изкуство.

## Биография
Завършва Одеския институт по изобразителни изкуства (1925 – 1930). В периода 1957 – 1962 г. по задание на отдела за нови шрифтове на Научноизследователския институт по полиграфско машиностроене на основата на италианските шрифтове от епохата на Ренесанса и руското шрифтово наследство от 18 век създава популярната и днес наборна шрифтова гарнитура Лазурски, за която получава златен медал от Международното изложение на художествената книга в Лайпциг през 1959 г. Втори златен медал получава на същото събитие за графичния лист „Паметник“ с художествено оформление на стихове на А.С. Пушкин. Впоследствие шрифтът Лазурски бива набран от известната печатница „Офисина Бодони“ (Officina Bodoni) на Джовани Мардерщайг и с него са напечатани изданията на руски и италиански на „Медения Конник“ на Пушкин (1968) и „Шинел“ на Гогол (1975).
Лазурски прави и теоретичен и графичен анализ на почерка на Остромировското евангелие от 11 в. (1941), първия полуустав от 16 в. (1946) и шрифта на Траяновата колона от 2 в. (1958).